# Gérard Pettipas

Wappen von Gérard Pettipas.

Mons. Gérard Pettipas CSsR (* 6. September 1950 in Halifax, Nova Scotia, Kanada) ist Erzbischof von Grouard-McLennan in Kanada.

## Leben
Pettipas erwarb 1971 ein Bakkalaureat (Bachelor of Arts) am Holy Redeemer Redemptorist College in Windsor. Das Theologiestudium begann er am Redemptorist Formation House in Côte des Neige in Montreal (Quebec) (1971–1972). Am 15. August 1977 legte er seine erste Profess bei der Kongregation der Redemptoristen ab und wurde am 7. Mai 1977 zum Priester geweiht.
Nach seiner Priesterweihe war er Pfarrvikar in der Pfarrei St. Teresa in St. John’s, Neufundland (1977–1978), Leiter der Berufungs- und Jugendpastoral und assistierender Direktor für Bildung am Gerard House in Toronto, Ontario (1978–1980), Novizenmeister im Holy Redeemer College in Windsor, Ontario (1981–1987), Mitglied der Equipe für die Volksmission im Provinzhaus in Toronto, Rektor der Holy Redeemer College Retreat Residence in Toronto (1990–1992), Pfarrer und Rektor von St. Patrick’s in Toronto (1995–1999) und seit 1999 Pfarrer der Pfarrei St. Joseph’s in Grande Prairie, Alberta.
Pettipas wurde am 30. November 2006 zum Erzbischof von Grouard-McLennan ernannt, nachdem sein Vorgänger, Arthé Guimond, nach Erreichen der Altersgrenze zurückgetreten war. Die Bischofsweihe spendete ihm der Apostolische Nuntius in Kanada, Erzbischof Luigi Ventura, am 25. Januar des folgenden Jahres. Mitkonsekratoren waren der Bischof von Mackenzie-Fort Smith, Denis Croteau OMI, und der Bischof von Whitehorse, Gary Gordon.